# Tres Vents d'Avall
Els Tres Vents d'Avall, o Puig dels Tres Vents d'Avall, és una muntanya del Pirineu, de 2.149,3 metres d'altitud. Pertany al massís del Canigó, del qual forma un dels contraforts sud-orientals; és a la comarca del Vallespir, a prop de la del Conflent, a la Catalunya del Nord.
Es troba entre els termes municipals de Cortsaví i el Tec, al Vallespir. Separa les valls de la Comalada (el Tec, Vallespir) i del Riuferrer (Cortsaví, Vallespir).
Els Tres Vents d'Avall és en moltes de les rutes de muntanya del massís del Canigó, com es pot veure als enllaços externs.